# Cercopithecus petaurista
Cercopithecus petaurista é uma espécie de Macaco do Velho Mundo, da subfamília Cercopithecinae. Ocorre em Benim, Costa do Marfim, Gana, Guiné, Libéria, Serra Leoa, Togo e possivelmente Senegal.